# 長安県 (山西省)
長安県（ちょうあん-けん）は、中華人民共和国山西省にかつて存在した県。現在の太原市晋源鎮北西部に相当する。
南北朝時代、北魏により設置され、西魏により廃止された。